# 과당 2,6-이중인산
과당 2,6-이중인산(영어: Fructose 2,6-bisphosphate, F2,6BP)은 효소인 포스포프럭토키네이스-1(PFK-1) 및 과당 1,6-비스포스파테이스(FBPase-1)의 활성에 알로스테릭하게 영향을 미쳐 해당과정과 포도당신생합성을 조절하는 대사산물이다. 과당 2,6-이중인산 자체는 이기능성 효소인 포스포프럭토키네이스-2/과당 2,6-비스포스파테이스(PFK-2/FBPase-2)에 의해 생성되고 분해된다.
과당 2,6-이중인산의 생성은 탈인산화된 PFK-2와 FBPase-2를 둘 다 포함하고 있는 이기능성 효소에 의해 수행되며, PFK-2 부분이 ATP를 사용하여 과당 6-인산을 인산화시킨다. 과당 2,6-이중인산의 분해는 이기능성 효소의 인산화에 의해 촉매되며, FBPase-2가 과당 2,6-이중인산을 탈인산화시켜 과당 6-인산과 무기 인산(Pi)를 생성한다.

## 같이 보기
- 포스포프럭토키네이스-2
- 과당 1,6-이중인산